# Les set noves meravelles del món

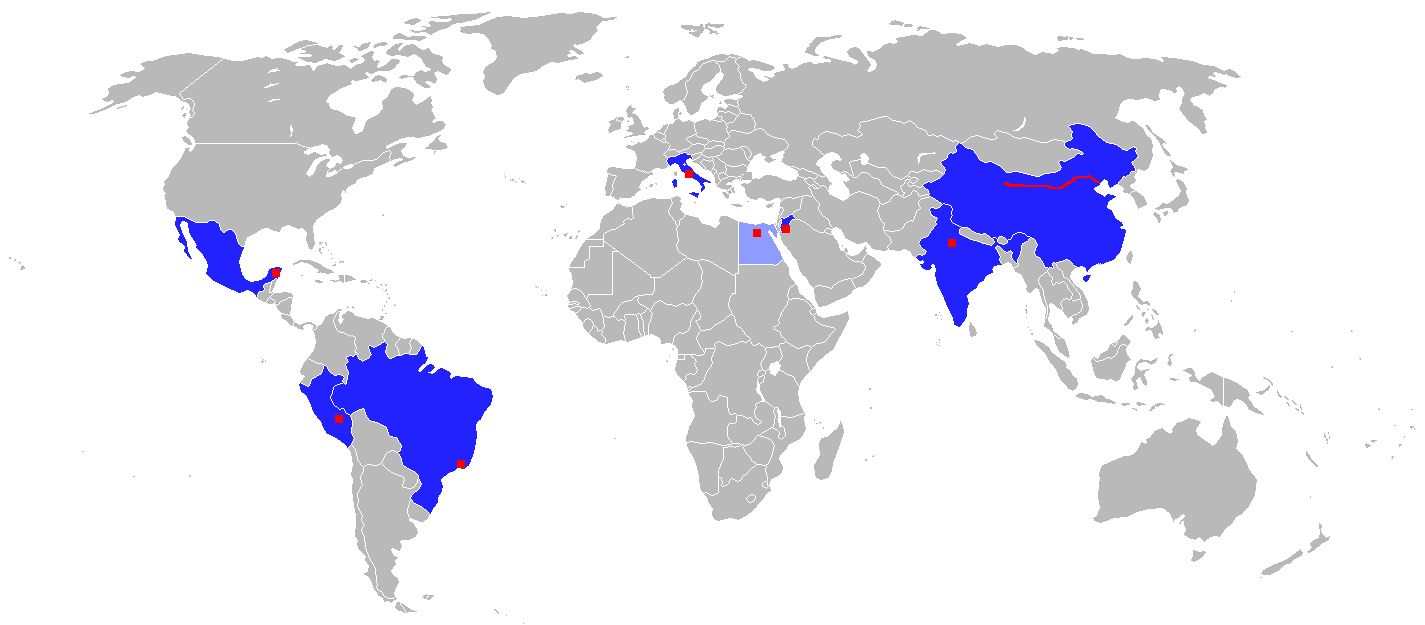
Localització dels guanyadors de les set noves meravelles del món

Les set noves meravelles del món va ser un concurs internacional inspirat en les set meravelles del món antic, la totalitat de les quals (amb excepció de la Gran Piràmide de Guiza) han desaparegut.
La iniciativa va ser del suís Bernard Weber, qui va donar a conèixer el projecte el setembre del 1999 i, des de llavors, la llista (que, inicialment, contenia 177 monuments) es va anar reduint fins que, el dia 7 de juliol del 2007, es van donar a conèixer les guanyadores del concurs a l'Estádio da Luz de Lisboa (Portugal). La decisió es va prendre per votació popular i moltes persones hi participaren mitjançant el correu electrònic o un telèfon de pagament. Aquest sistema d'elecció va ser molt criticat, ja que es va detectar una afinitat nacional: els habitants d'una zona votaven només per la meravella local i no tenien en compte els mèrits objectius. La UNESCO, entre d'altres, va denunciar la mercantilització del concurs.
La fundació encarregada de l'esdeveniment va declarar la Gran Piràmide de Guiza candidata honorífica, ja que és l'única de l'antiguitat que encara es conserva.
Les noves seleccionades foren:
1. La Gran Muralla Xinesa
2. La ciutat de Petra (Jordània)
3. El Crist Redemptor (Brasil)
4. El Machu Picchu (Perú)
5. Chichén Itzá (Mèxic)
6. El Colosseu de Roma (Itàlia)
7. El Taj Mahal (Índia)

Entre les candidates que no varen ser seleccionades hi trobem el Castell de Neuschwanstein, l'Acròpolis d'Atenes, l'Alhambra de Granada, la Torre Eiffel, l'Estàtua de la Llibertat, Stonehenge, els moais de l'Illa de Pasqua o l'Òpera de Sydney.

## Sistema de votació
Qualsevol persona interessada a participar va haver de registrar un correu electrònic en el lloc web de la corporació i escollir els seus favorits. Les votacions també van ser possibles amb SMS i mitjançant un número telefònic de pagament. En la pràctica, res no impedia que una persona votés més d'una vegada, sempre que ho fes des d'un correu electrònic o SMS diferent. Es va poder votar per una sola candidata i rebre un certificat de la votació específica mitjançant el pagament de 2 dòlars EUA. La corporació va vendre alguns articles relacionats amb el concurs i el govern portuguès va emetre 7 segells amb els candidats. Això va portar controvèrsia amb el govern egipci, que no estava d'acord a posar les piràmides en aquest concurs, ja que consideraven que aquest monument de l'antiguitat no estava al mateix nivell que els altres candidats. Els organitzadors del concurs van concedir el títol de Meravella Honorífica a les piràmides, amb què quedaven excloses de la votació.
Els resultats en van ser donats a conèixer el 7 de juliol del 2007, és a dir, el 07.07.07, a l'Estádio da Luz, a Lisboa. Va ser una cerimònia en què van participar representants de tots els estats on hi havia meravelles candidates, i a més hi va haver actuacions de cantants com Josep Carreras i Jennifer López.

## Crítiques
El projecte va ser criticat per diferents motius:
- La UNESCO va declarar que no donava l'aval a aquesta campanya, ja que considerava que es tractava d'una campanya mediàtica i a títol personal de l'organitzador. Va declarar que no era suficient el valor sentimental dels monuments per incloure'ls en una llista de les característiques que es pretenien. També afirmà que la votació no era universal, ja que deixava fora moltes persones que no tenien accés a internet o al telèfon.
- Alguns pensaren que era un projecte amb finalitat econòmica, ja que s'havia de pagar per votar, encara que Bernard Weber va afirmar que els suposats beneficis anirien destinats a la restauració de monuments.
- D'altres com el director de Chichén Itzá van pensar que aquest tipus d'iniciatives fomentaven la competitivitat i la discriminació.
- Algunes persones d'Egipte opinaven que les Piràmides de Guiza no havien de competir amb, per exemple, edificis moderns com l'Òpera de Sydney i alguns fins i tot van acusar el projecte d'absurd, i també desqualificaren el seu promotor, Bernard Weber.

## Imatges dels guanyadors

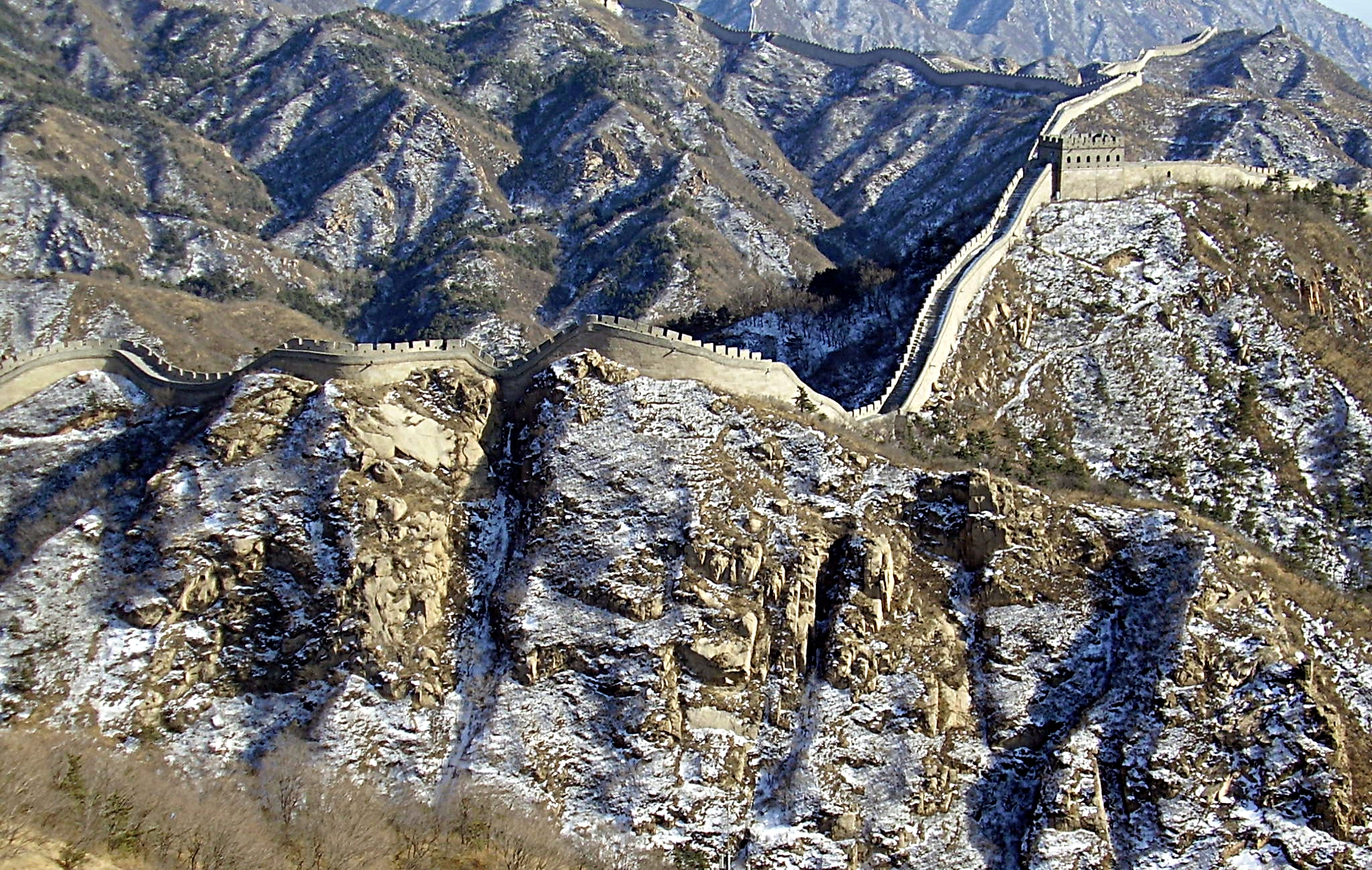
La Gran Muralla Xinesa
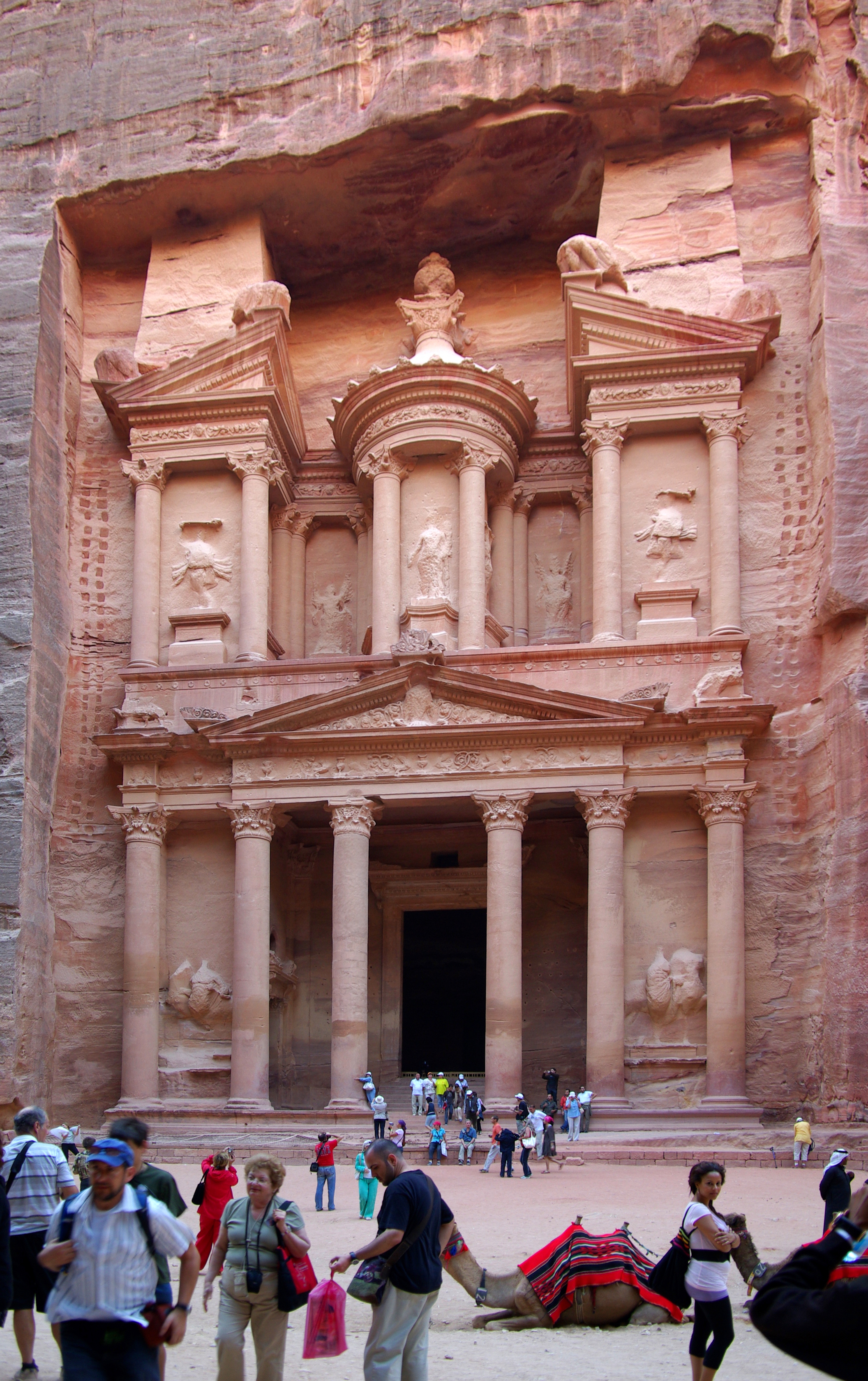
Petra (Jordània)
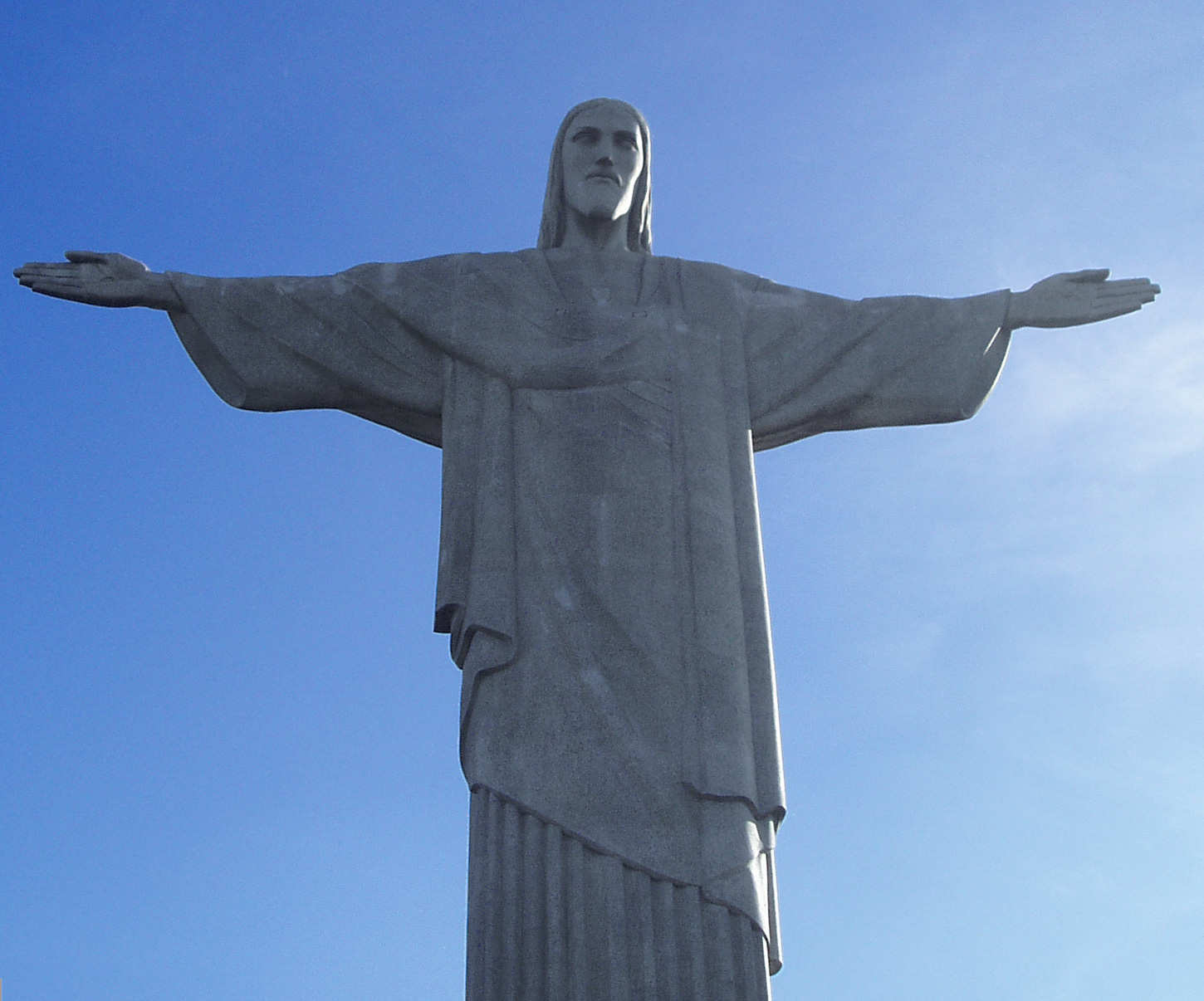
El Crist Redemptor de Rio de Janeiro (Brasil)
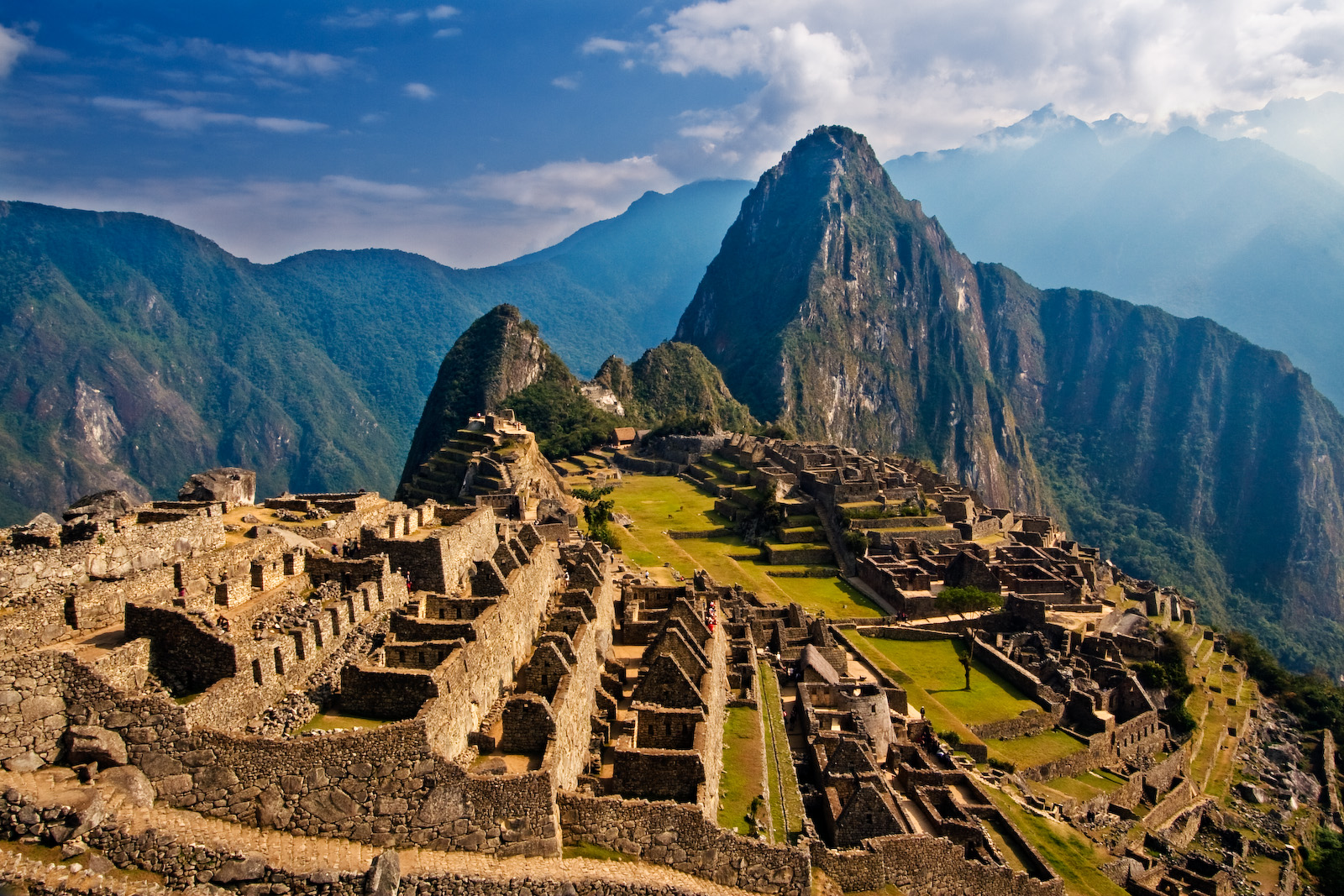
Machu Picchu (Perú)
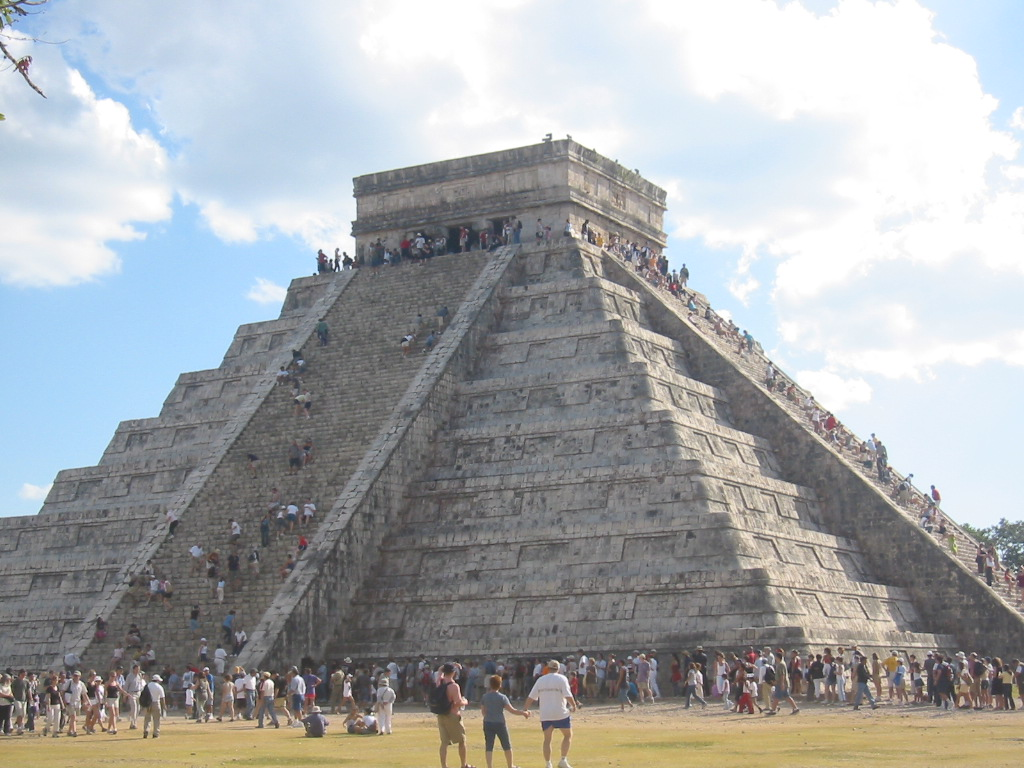
El Temple de Kukulkán, a Chichén Itzá (Mèxic)
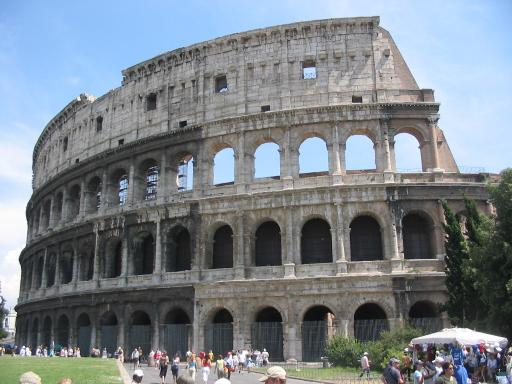
El Colosseu de Roma (Itàlia)
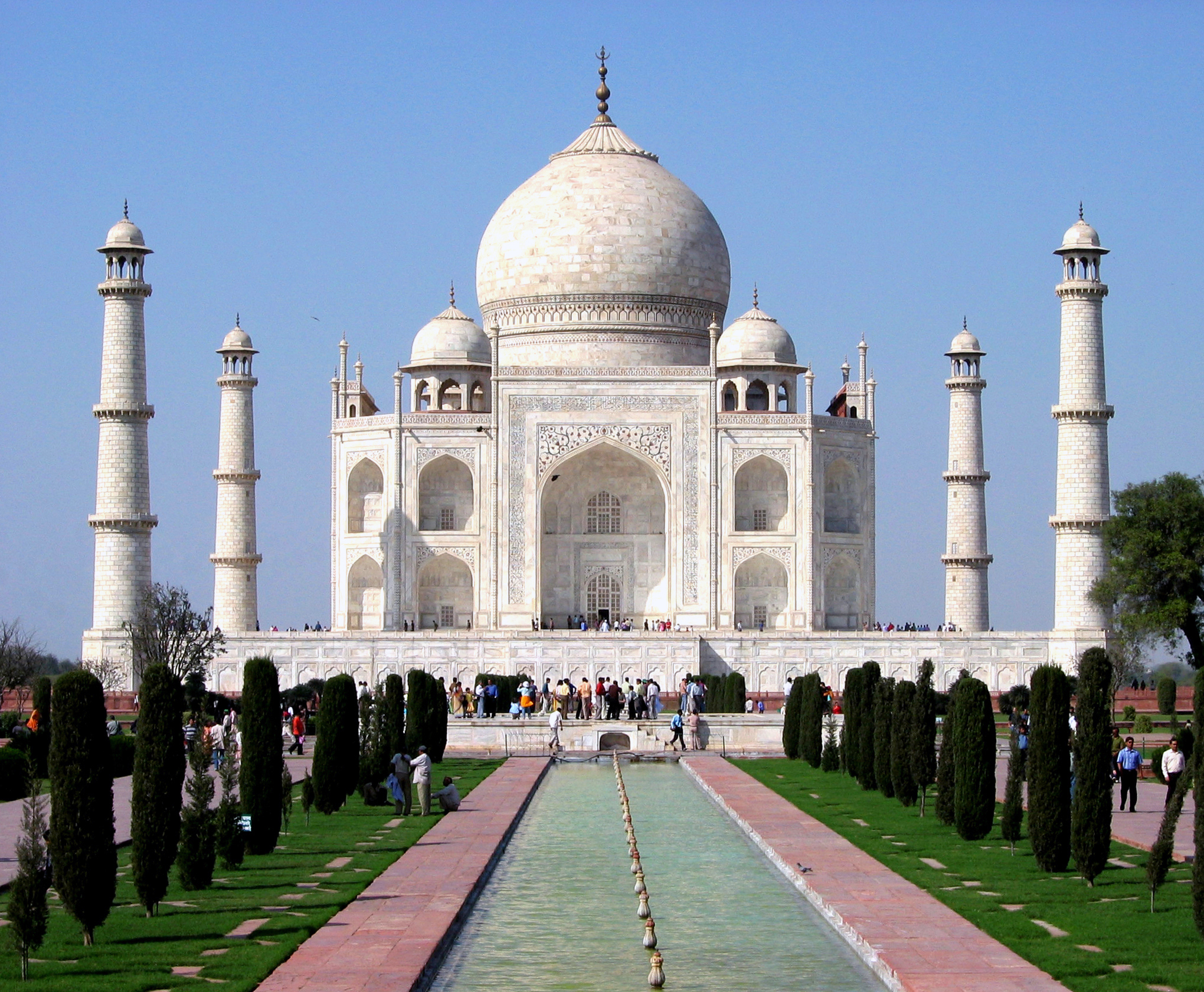
Taj Mahal (Índia)